# Crista Cullen

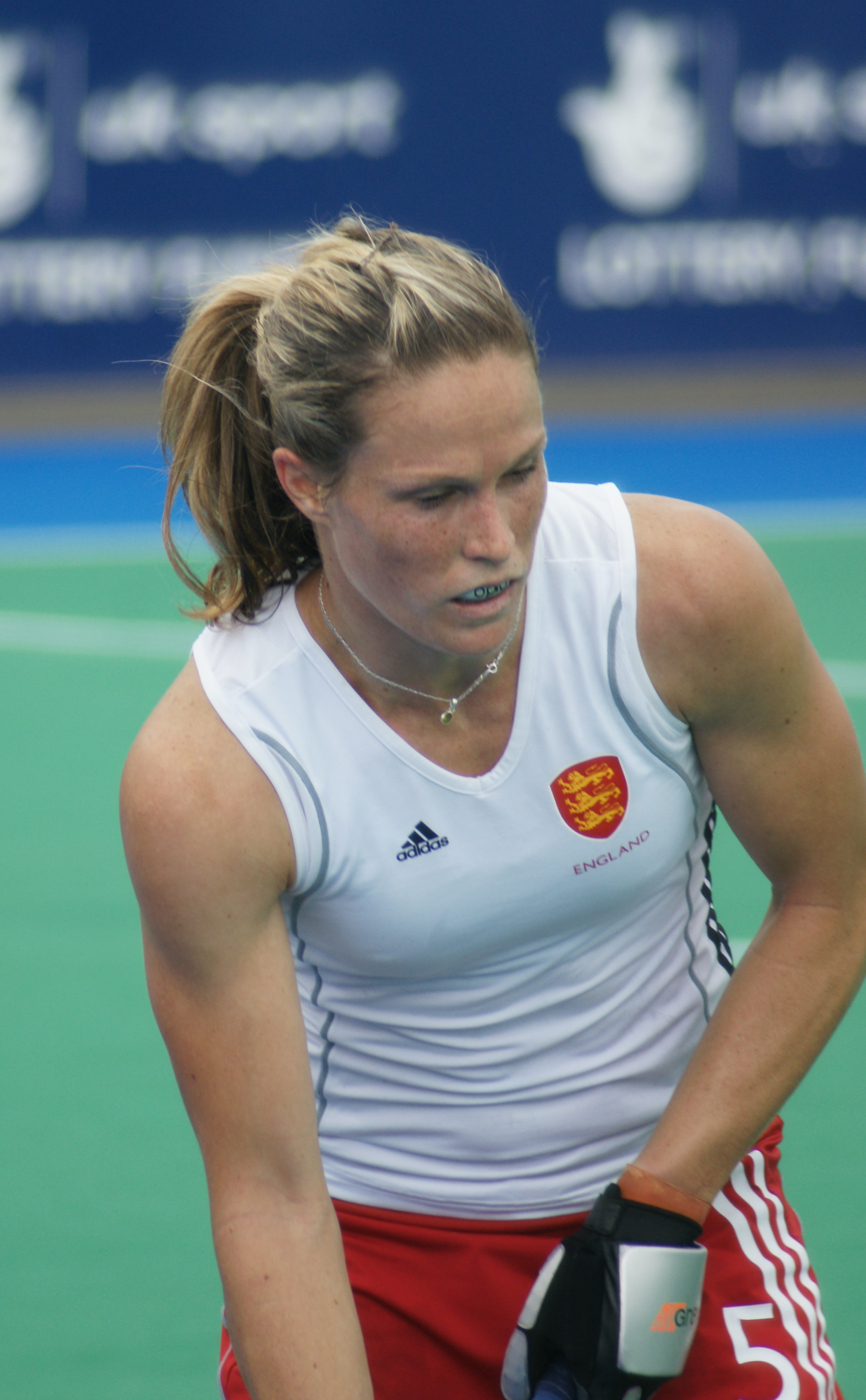
Crista Cullen (2012)

Chay Crista Kerio Cullen, MBE (* 20. August 1985 in Boston, Lincolnshire) ist eine ehemalige britische Hockeyspielerin. Sie war Olympiasiegerin 2016 und Olympiadritte 2012.

## Leben
Die 1,82 m große Crista Cullen belegte 2005 mit der englischen Juniorinnen-Nationalmannschaft den neunten Platz bei der Juniorinnen-Weltmeisterschaft. Ihr erstes großes Turnier im Erwachsenenbereich waren im März 2006 die Commonwealth Games in Melbourne. Die englische Nationalmannschaft unterlag im Halbfinale den australischen Damen und gewann im Spiel um Bronze gegen die Neuseeländerinnen. Im Herbst 2006 fand in Madrid die Weltmeisterschaft 2006 statt. Dort belegten die Engländerinnen den siebten Platz. Im Jahr darauf gewannen die Engländerinnen die Bronzemedaille bei der Europameisterschaft in Manchester. 2008 nahm Crista Cullen mit der britischen Nationalmannschaft an den Olympischen Spielen in Peking teil. Nach einem dritten Platz in der Vorrunde unterlagen die Britinnen im Spiel um den fünften Platz den Australierinnen mit 0:3.
Im September 2010 wurde in Rosario die Weltmeisterschaft 2010 ausgetragen. Nach einem zweiten Platz in der Vorrunde hinter den Argentinierinnen unterlagen die Engländerinnen im Halbfinale den Niederländerinnen im Siebenmeterschießen. Das Spiel um Bronze gewannen die Engländerinnen mit 2:0 gegen die deutsche Mannschaft. Drei Wochen nach der Weltmeisterschaft begannen in Delhi die Commonwealth Games. Dort gewannen die Engländerinnen Bronze. Im Jahr darauf erkämpften die Engländerinnen auch bei der Europameisterschaft in Mönchengladbach die Bronzemedaille. 2012 war London der Austragungsort der Olympischen Spiele. Die britische Mannschaft belegte in der Vorrunde den zweiten Platz hinter den Niederländerinnen. Im Halbfinale unterlagen die Britinnen den Argentinierinnen mit 1:2. Das Spiel um Bronze gegen die Mannschaft Neuseelands gewannen die Britinnen mit 3:1. Alle Tore im Spiel um Bronze entstanden durch Strafecken, Crista Cullen erzielte das 2:0. Crista Cullen und ihre Mannschaftskollegin Alex Danson waren mit jeweils fünf Treffern die erfolgreichsten Torschützinnen des Turniers, wobei Cullen alle Tore aus Strafecken erzielte.
Nach den Olympischen Spielen zog sich die Deckungsspielerin vom Leicester Hockey Club aus den Nationalmannschaften zurück. Ende 2015 kehrte sie in die britische Nationalmannschaft zurück. Beim olympischen Turnier 2016 in Rio de Janeiro gewannen die Niederländerinnen und die Britinnen jeweils ihre Vorrundengruppe. Die Britinnen erreichten das Finale mit Siegen über Spanien und Neuseeland. Die Entscheidung im Finale gegen die Niederländerinnen fiel im Shootout, nachdem das Spiel zum Ende der regulären Spielzeit 3:3 gestanden hatte. Im Shootout gewannen die Britinnen die Goldmedaille. Crista Cullen erzielte im Finale das zweite Tor mit einem Feldtor. Im Shootout wurde sie nicht eingesetzt.